# Anemorráchi
Anemorráchi är en ort i Grekland.   Den ligger i prefekturen Nomós Ártas och regionen Epirus, i den centrala delen av landet, 270 km nordväst om huvudstaden Aten. Anemorráchi ligger 347 meter över havet och antalet invånare är 314.
Terrängen runt Anemorráchi är kuperad åt sydost, men åt nordväst är den bergig. Terrängen runt Anemorráchi sluttar söderut.Runt Anemorráchi är det glesbefolkat, med 12 invånare per kvadratkilometer. Närmaste större samhälle är Arta, 18,7 km söder om Anemorráchi. I omgivningarna runt Anemorráchi växer i huvudsak blandskog.